# پورنوگرافی

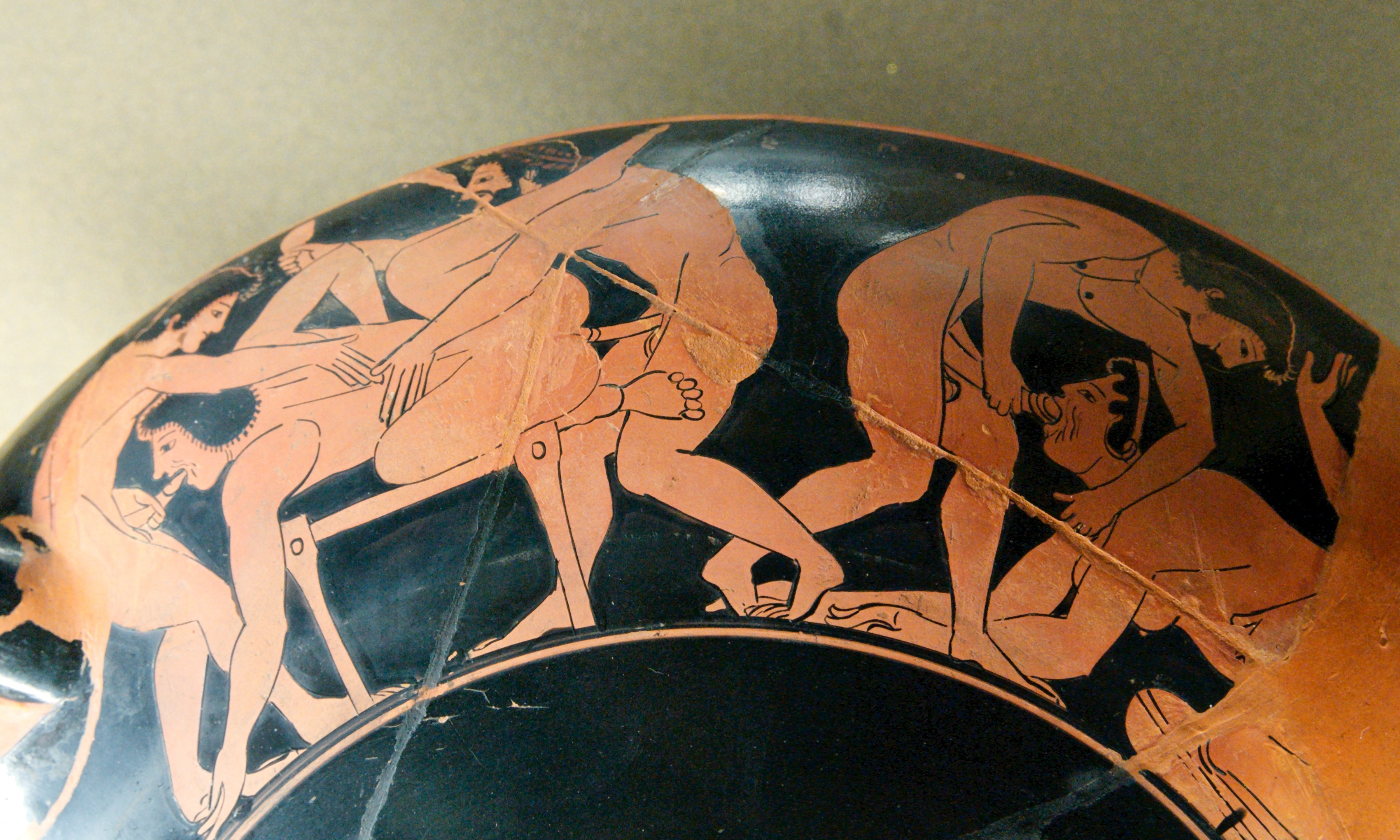
تصاویر جنسی بر روی یک ظرف ۵۱۰ سال پیش از میلاد مسیح

هرزه‌نگاری یا پورنوگرافی (اختصاری Porn) تجسم و نمایش بی‌پرده از آمیزش جنسی در انسان با هدف ایجاد هیجان، تحریک یا ارضای جنسی است که در قالب‌های مختلف از جمله کتاب، عکس، پویانمایی، مجسمه، متن، نقاشی، فیلم، بازی و مجله ارائه می‌شود. در بسیاری از موارد، تمایز بین پورنوگرافی و هنر اروتیک تا حد زیادی، ذهنی و بیانگر تفاوت‌های فرهنگی در جوامع گوناگون است. کسی که در این صنعت فعالیت می‌کند را پورن‌استار (به انگلیسی: Pornstar) گویند.

## ریشه‌شناسی
لغت پورنوگرافی ریشه یونانی دارد و از ترکیب دو واژهٔ پورن (به یونانی: πόρνη و به انگلیسی: pornē) به معنای روسپی و واژهٔ گرافو (به یونانی: γράφω و به انگلیسی:graphō) به معنای نگارش به‌وجود آمده‌است و به معنی روسپی‌نگاری است.
مشخص نیست برای نخستین بار در چه زمانی در یونان باستان از این واژه استفاده شد اما واژه (به فرانسوی: pornographie) مشخصا از سال‌های نخستین سده ۱۹ میلادی در زبان فرانسه استفاده شده و از این زبان به دیگر زبان‌ها منتقل شده‌است.

## تاریخ

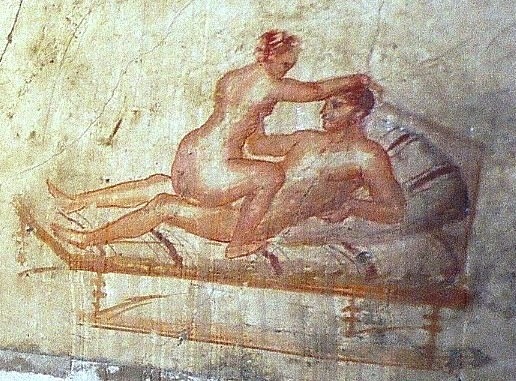
نقاشی دیواری‌هایی در شهر پمپئی

از دوران پیشاتاریخ تا کنون، بشر آشکارا به توصیف سکس و برهنگی پرداخته‌است، تندیسک‌های ونوس و هنرهای سنگ‌تراشی به جامانده نمونه‌هایی از این تصویرگری‌ها است. در میان‌رودان باستان نیز آثاری از بشر کشف شده‌است که سکس با جنس مخالف را به صورت واضح نشان می‌دهد.
ادبیات و نوشته‌های عاشقانه اغلب با دین یا عقاید فراطبیعی دربارهٔ تمایلات جنسی که شامل آثار هنری، صنایع دستی، موسیقی، نقاشی‌های دیواری و شعر بود، درهم تنیده می‌شد. قدمت نقش‌های به جا مانده در غارها از دوران پارینه‌سنگی که بدن‌های برهنه و اندام‌های تناسلی را تصویر کرده به بیش از ۲٫۶ میلیون سال قبل می‌رسد. پاپیروس اروتیک تورین یک نقاشی از دوران رامسس یکم است که حدود دو سومش تصاویر صریح اعمال جنسی است.

در نقاشی دیواری‌هایی در شهر پمپئی، افرادی در حال انجام سکس به تصویر کشیده شده‌اند. شاعران لاتین اشعاری سروده‌اند که به‌طور واضح در آن‌ها به توصیف سکس و هوس پرداخته‌اند. کاماسوترا یک متن قدیمی هندی است که حاوی اشعار، نثر، نصایح و تصاویری بوده که به منظور راهنمایی برای چگونگی انجام رفتار جنسی، عشق اروتیک و زندگی مطبوع تألیف شده‌است.
تپه فانی (۱۷۴۸) (به انگلیسی: Fanny Hill) «اولین نثر پورنوگرافی انگلیسی و اولین پورنوگرافی به شکل داستان بلند» به‌شمار می‌آید. این رمان توسط John Cleland نوشته شده‌است و نخستین بار با عنوان «خاطرات یک زن از لذت» منتشر شد.

## قالب‌ها
پورنوگرافی می‌تواند با رسانه‌های مختلفی نمایش داده شود؛ مثل کتاب، مجله، کارت پستال، عکس، مجسمه‌سازی، رسم، نقاشی، پویانمایی، صدای ضبط شده، متن، فیلم، نوانما و بازی ویدئویی باشد. در چند دهه اخیر، با گسترش فرهنگی که موضوعات جنسی را تابو نمی‌داند، صنعتی بر حول تولید و مصرف محتوای پورنوگرافی ایجاد شده‌است. گسترش و بهبود رسانه‌های صوتی و تصویری و اینترنت نیز در رشد آن نقش مهمی داشته‌است. آمارها نشان می‌دهند که ۵۰٪ کاربران اینترنت به‌طور مرتب پورن تماشا می‌کنند.
هرزه‌نگاری ادبی به متنی می‌گویند که در آن بر فعالیت‌های جنسی بسیار تأکید می‌شود به‌طوری‌که ممکن است به برانگیختگی هیجانات جنسی بینجامد.

## سانسور
سانسور هرزه نگاری معمولاً به صورت نشان ندادن بعضی از تصاویر در کتاب‌ها و در بسیاری از موارد حذف انجام شده‌است. با چنین اقداماتی و حتی تعریف پورنوگرافی در زمانه‌ها، فرهنگ‌ها و ملت‌های مختلف دچار تغییر شده‌است.

## اقتصاد
تخمین درآمد صنعت بالغان در ایالات متحده مشکل است. در سال ۱۹۷۰ یک مطالعه فدرال تخمین زد ارزش کل خرده‌فروشی پورنوگرافی هاردکور در ایالات متحده از ۱۰ میلیون دلار بیشتر نباشد.
گزارش مرکز تحقیقات فورستر در سال ۱۹۹۸، حجم درآمد سالیانه صنعت پورنوگرافی را از طریق اینترنت بین ۷۵۰ میلیون دلار تا ۱ میلیارد دلار تخمین زد.
صنعت پورنوگرافی به عنوان یکی از صنایع پیشتاز در استفاده از فناوری‌های جدید پخش ویدئو به حساب می‌آید. به علاوه برای این صنعت نقش تعیین‌کننده‌ای در جنگ بین فرمت‌های ویدئویی VHS و بتاماکس در دهه ۱۹۸۰ و همچنین جنگ اخیر بین فرمت‌های دیجیتال اچ‌دی دی‌وی‌دی و دیسک بلو-ری قایل شده‌اند. این خود نشان دهندهٔ حجم و اهمیت این صنعت در تولید و پخش ویدئو است.
اما امروز، بر خلاف دهه‌های ۱۹۸۰ و ۱۹۹۰ که برخی ستارگان پورنو حتی با ستارگان هالیوود برابری می‌کردند، دیگر کمپانی‌های پورنوگرافی سود میلیاردی ندارند. پخش رایگان ویدئوهای پورن خانگی (Home made porn)، میزان فروش این صنعت را شدیداً تنزل داده‌است. بازیگران زن بابت هر صحنه که در فیلم‌های پورنو بازی می‌کنند حدود ۶۰۰ تا ۸۰۰ دلار دستمزد می‌گیرند در حالی که با تن‌فروشی می‌توانند تا دو برابر آن درآمد داشته باشند و بسیاری از این راه فقط برای تبلیغ خود استفاده می‌کنند. البته اجرای نمایش در برابر وب کم نیز راه دیگری برای ایجاد درآمد است که چون ارتباطی دو طرفه و زنده لازمه آن است، قابل کپی و توزیع در اینترنت نیست.
اما وضعیت مالی هنرپیشه‌های مرد به مراتب بدتر است. آن‌ها برای هر صحنه تنها ۱۵۰ دلار دستمزد می‌گیرند و درآمد دیگری (مانند تن‌فروشی و شو در برابر وب کم) نیز برایشان ممکن نیست. این بازیگران همچنین از بیمه درمانی و بازنشستگی نیز محرومند.

### پیشرفت فناوری
پورنوگرافرها از هر پیشرفتی برای تولید و توزیع پورنوگرافی بهره گرفته‌اند. آن‌ها در صنعت چاپ از لیتوگرافی و عکاسی استفاده کردند. آن‌ها از فناوری‌هایی شامل چاپ فشاری، عکاسی، تلویزیون ماهواره‌ای، اشکال مختلف ویدئو و اینترنت استفاده می‌کنند. با اختراع دوربین‌های کوچک و وسایل بی‌سیم، پورنوگرافی یواشکی در حال گسترش است.

## بازیگران

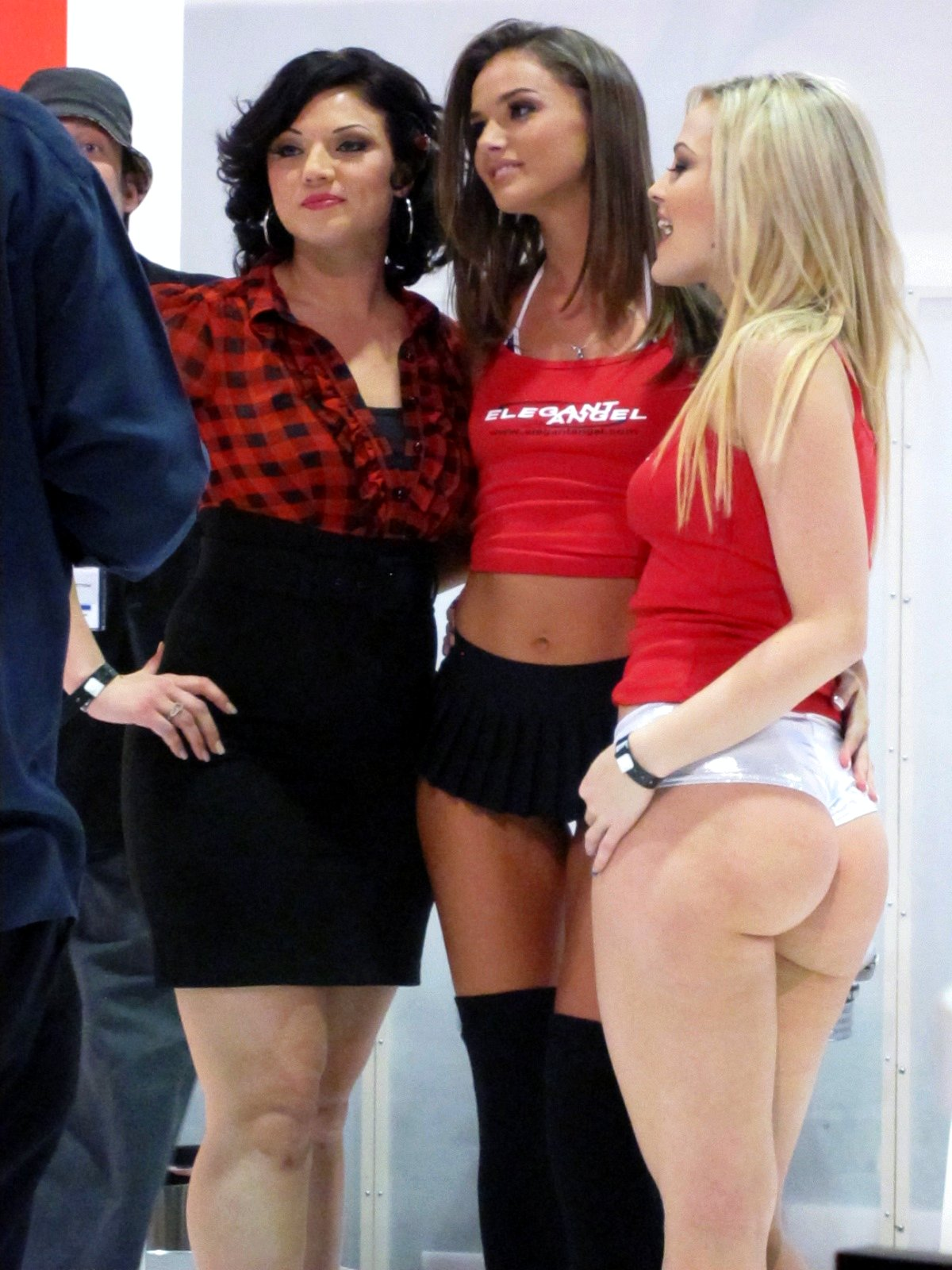
از راست به چپ الکسیس تگزاس، توری بلک و ایوا رز

بازیگر پورنوگرافی، پورن‌استار یا هرزه‌نگار کسی است در برابر دوربین اعمال جنسی انجام می‌دهد.
تامی گان، یکی از ستارگان پورنو، می‌گوید: «شاید برای میلیون‌ها نفر از طرفداران فیلم‌های پورنو، زندگی ستارگان این فیلم‌ها رؤیایی باشد. هفته‌ای ۵ یا ۶ بار با زنان زیبا همخوابه شوید و در ازایش پول هم بگیرید. اما اینکه آمیزش جنسی تحت فرمان کارگردان و زیر نور فیلمبرداری و دوربین‌های متعدد کار هر کسی نیست. حداقل کاری نیست که هر کسی بتواند با داشتن یک رابطه عاطفی، به راحتی و بدون شرمندگی انجام دهد.» او که در چهار سال گذشته تنها و مجرد بوده معتقد است: «این طبیعی نیست از کسی که دوستش دارید خداحافظی کنید برای اینکه بروید سر کار و با کسی همخوابه شوید که دوستش ندارید.» او در مورد شرایط زن مورد علاقه خودش می‌گوید: «فداکار، مهربان و کسی که دلش بخواهد بچه‌دار شود. راستش، در صنعت پورونوگرافی نمی‌توانم چنین کسی را پیدا کنم.»
آقای دِیلی، ۳۲ ساله در یک کنفرانس مطبوعاتی با انتقاد از کمپانی‌های تهیه‌کننده فیلم‌های پورنو، گفت این شرکت‌ها نگران «روابط جنسی امن» در میان بازیگران فیلم‌های خود نیستند. کامرون بِی، ۲۹ ساله، که برای نخستین بار در برابر رسانه‌ها از ابتلای خود به اچ‌آی‌وی سخن می‌گفت، در حالی که اشک می‌ریخت، به خبرنگاران گفت: «من در این تجارت آموختم که اگر کاری را که از تو خواسته‌اند انجام ندهی، همیشه یکی جوان‌تر و جذاب‌تر از تو هست که انجامش دهد».

## وضعیت قانونی

پورنوگرافی قانونی است.
پورنوگرافی با برخی محدودیت‌ها قانونی است.
پورنوگرافی غیرقانونی است.
اطلاعات در دست نیست.

وضعیت قانونی پورنوگرافی، از کشوری به کشور دیگر و بنا به نگاه فرهنگی هر جامعه و قوانین برآمده از آن متفاوت است. اغلب کشورها حداقل یک نوع از انواع پورنوگرافی را قانونی به‌شمار می‌آورند. در برخی از کشورها فروش و نمایش فیلم‌های پورنوگرافی نرم (سافت‌کور) منع قانونی ندارد، در حالی که پورنوگرافی هاردکور تحت کنترل و نظارت است. هم‌چنین در بسیاری از کشورها برای دسترسی افراد زیر سن قانونی به مواد هاردکور، مغازه‌های سکس، سفارش پستی اقلام پورنوگرافی محدودیت و ممنوعیت وجود دارد.
بیشتر کشورها تلاش می‌کنند دسترسی افراد زیر سن قانونی به پورنوگرافی هاردکور را محدود کنند و این محدودیت را از طریق سکس شاپ‌ها و کانال‌های تلویزیونی اعمال می‌کنند. برای ورود به مغازه سکس یک حداقل سنی قرار داده شده‌است و فیلم یا کتاب پورنوگرافی با یک برچسب مشخص شده‌است.
در ایالات متحده کسی که یک نامه تجاری ناخواسته دریافت کند که آن را دارای محتوای پورنوگرافی (یا به شکلی دیگر اهانت‌آمیز) بپندارد، می‌تواند با درخواست دادن به خدمات پستی ایالات متحده آمریکا چه در برابر تمام نامه‌های یک فرستنده مشخص، چه در برابر تمام نامه‌های صریح جنسی قرار منع بدست بیاورد. افسانه‌های محلی مکرری در مورد فیلم‌های اسناف شکل می‌گیرند که طبق آن‌ها برای پورنوگرافی از قتل افراد فیلم گرفته شده‌است. با وجود فعالیت گسترده برای اثبات حقیقت این شایعات، مقامات اجرایی رسمی قانون هنوز چنین چیزی پیدا نکرده‌اند.
همچنین پورنوگرافی کودکان به موجب پروتکل کنوانسیون حقوق کودک منع شده‌است و بسیاری از کشورها از جمله ایران به این پروتکل پیوسته‌اند. پورنوگرافی در برخی کشورها از جمله ایران ممنوع است.

## تأثیرات پورنوگرافی
پورنوگرافی و تأثیرات آن مبحثی مفصل و البته جنجالی است. کلیشه و پیش‌فرض‌های نادرستی له و علیه این پدیده وجود دارد و افراد بسته به فرهنگ، عقیده، مذهب، تحصیلات و حتی نوع پورنوگرافی نظرات بسیار متفاوتی دربارهٔ تأثیر پورنوگرافی در ابعاد مختلف اجتماعی و فردی دارند.
تحقیقات انجام شده دربارهٔ تأثیرات پورنوگرافی با چند عامل مرتبط هستند. این تحقیقات شامل تأثیرات احتمالی پورنوگرافی بر تجاوز جنسی، خشونت خانگی، ناکارآمدی جنسی، مشکلات مربوط به روابط جنسی و سوءاستفاده جنسی از کودکان است. در حالی که برخی از پیشینه‌های پژوهش بیانگر این هستند که تصاویر و فیلم‌های پورنوگرافیک می‌توانند اعتیادآور باشند، شواهد کافی برای نتیجه‌گیری وجود ندارد. تحقیقات متعددی نشان می‌دهند که آزادسازی پورن در جامعه ممکن است با افزایش نرخ تجاوز و خشونت جنسی مرتبط باشد در حالی که سایر تحقیقات چنین تأثیری را نفی می‌کنند یا در مورد نتیجهٔ آن تردید دارند.
یکی از مطالعات برجسته، تحقیق منتشرشده در ژانویه ۲۰۲۵ در مجله Addiction با عنوان "استفاده از پورنوگرافی مشکل ساز در سراسر کشورها ، جنس ها و گرایش های جنسی: بینش از بررسی بین المللی جنسی و مقایسه ابزارهای مختلف ارزیابی" است. این مطالعه بر اساس نظرسنجی بین‌المللی جنسی ISS با حضور ۸۲٬۲۴۳ شرکت‌کننده از ۴۲ کشور انجام شد. میانگین سن شرکت‌کنندگان ۳۲٫۳۹ سال بود، با توزیع جنسیتی ۵۷٫۰٪ زنان، ۳۹٫۶٪ مردان و ۳٫۴٪ افراد با هویت جنسیتی متنوع، و ۶۸٫۲٪ از شرکت‌کنندگان خود را هتروسکسوال معرفی کردند.
این مطالعه نشان داد که شیوع استفاده مشکل‌زا از پورنوگرافی بین ۳٫۲٪ (با استفاده از مقیاس Problematic Pornography Consumption Scale - PPCS) تا ۱۶٫۶٪ (با استفاده از Brief Pornography Screen - BPS) است.
تفاوت‌های جنسیتی قابل توجه بود: مردان بالاترین نرخ را داشتند، پس از آن افراد با هویت جنسیتی متنوع، و سپس زنان. تفاوت‌های جهت‌گیری جنسی معنادار نبود. همچنین، ۴ تا ۱۰ درصد از افرادی که استفاده مشکل‌زا داشتند، به دنبال کمک حرفه‌ای بودند، در حالی که ۲۰ تا ۴۰ درصد دیگر علاقه‌مند به کمک بودند اما آن را دنبال نکردند.
این مطالعه تأکید کرد که استفاده مشکل‌زا از پورنوگرافی به اندازه افسردگی شایع است و نیاز به دسترسی بهتر به درمان را برجسته کرد، با توجه به تأثیر عوامل فرهنگی بر مصرف.
محدودیت‌های این مطالعه شامل تعداد نابرابر شرکت‌کنندگان در کشورهای مختلف بود، که نیاز به احتیاط در تعمیم یافته‌ها را نشان می‌دهد.
تماشای مداوم و بی‌رویهٔ محتوای پورنوگرافی می‌تواند پیامدهای منفی متعددی بر سلامت جسمی، روانی و روابط فردی داشته باشد.حال مهم‌ترین تأثیرات منفی این پدیده بر اساس مطالعات علمی معرفی می‌شوند:
تماشای طولانی‌مدت محتوای جنسی بسیار تحریک‌کننده می‌تواند منجر به کاهش پاسخ‌دهی عصبی نسبت به محرک‌های جنسی معمول شود. این پدیده ممکن است فرد را به دنبال محتوایی افراطی‌تر بکشاند تا همان سطح تحریک را تجربه کند؛ که خود چرخه‌ای خطرناک می‌سازد.
مطالعات نشان داده‌اند که مصرف مکرر پورنوگرافی می‌تواند الگوی عصبی مشابه اعتیاد به مواد مخدر را ایجاد کند. فرد ممکن است کنترل خود بر میزان مصرف را از دست بدهد و علائمی نظیر وسواس، تداخل در زندگی روزمره و تحمل را تجربه کند.
تماشای مداوم پورنوگرافی با رضایت یا تعهد کمتر در روابط واقعی جنسی همراه است. افراد ممکن است به دلیل انتظارات غیرواقعی از بدن و رفتار جنسی، در زندگی زناشویی یا روابط عاطفی دچار نارضایتی و سردی شوند.
شواهدی وجود دارد مبنی بر اینکه مردانی که به‌طور مرتب پورنوگرافی تماشا می‌کنند، با افزایش شیوع اختلال نعوظ روان‌زادی (psychogenic erectile dysfunction) مواجه هستند. این مشکل ممکن است به دلیل مقایسهٔ دائمی با تصاویر غیرواقعی و فشار روانی شکل بگیرد.
ارتباط مثبتی بین میزان مصرف پورنوگرافی و سطح افسردگی، اضطراب و عزت نفس پایین یافت شده است. معمولاً افرادی که مصرف سنگین دارند، علائم افسردگی و اضطراب بیشتری را گزارش می‌کنند.

## مخالفت‌ها
مخالفت با پورنوگرافی به‌طور کلی از دو منبع سرچشمه می‌گیرد: اعتقادات دینی و اعتقادات فمینیستی. که این مخالفت‌ها بعضاً شکل قانون در کشورهای مختلف می‌گیرند. یکی از موارد مطرح شده در این مخالفت‌ها امکان اعتیاد به پورنوگرافی می‌باشد.